# Live (album Huntera)
Live – zapis koncertu grupy Hunter z II Przystanku Woodstock – 14 lipca 1996 w Szczecinie-Dąbiu.
Płyta ukazała się w 2001 roku nakładem wytwórni Rubicon. Na płycie znajduje się 9 utworów nagranych w czasie festiwalu Przystanek Woodstock oraz bonus - studyjna wersja „Kiedy umieram...”. Materiał wykorzystany do produkcji tej płyty został użyczony zespołowi przez Jurka Owsiaka (Fundacja Wielka Orkiestra Świątecznej Pomocy), organizatora Przystanku Woodstock. Autorem wszystkich tekstów jest Paweł Grzegorczyk „Drak” (gitara, wokal). Wraz z „Drakiem” muzykę skomponował Tomasz Golijaszewki „Goliash”.
Do albumu dołączone są również dwa teledyski („Freedom”, „Screamin' Whispers”).
Płyta dedykowana pamięci Tadeusza Grzeszczyka.

## Lista utworów
Opracowano na podstawie materiału źródłowego.
1. „Intro” - 01:57
2. „Big Bang” (cover Bad Religion) - 02:46
3. „Blindman” (muzyka: P. Grzegorczyk / T. Goljaszewski; tekst: P. Grzegorczyk) - 03:30
4. „Freedom” (muzyka: P. Grzegorczyk; tekst: P. Grzegorczyk) - 05:55
5. „Misery” (muzyka: P. Grzegorczyk / T. Goljaszewski; tekst: P. Grzegorczyk) - 06:09
6. „Introduction” - 01:19
7. „Screamin' Whispers” (muzyka: P. Grzegorczyk; tekst: P. Grzegorczyk) - 03:46
8. „Enter Sandman” (cover Metalliki) - 05:41
9. „Żniwiarze umysłów” (muzyka: P. Grzegorczyk; tekst: P. Grzegorczyk) - 05:21
10. „Kiedy umieram...” (muzyka: P. Grzegorczyk; tekst: P. Grzegorczyk) - 05:12

Bounus - video:
- „Freedom”
- „Screamin' Whispers”